# Notre-Dame-de-Beaulieu

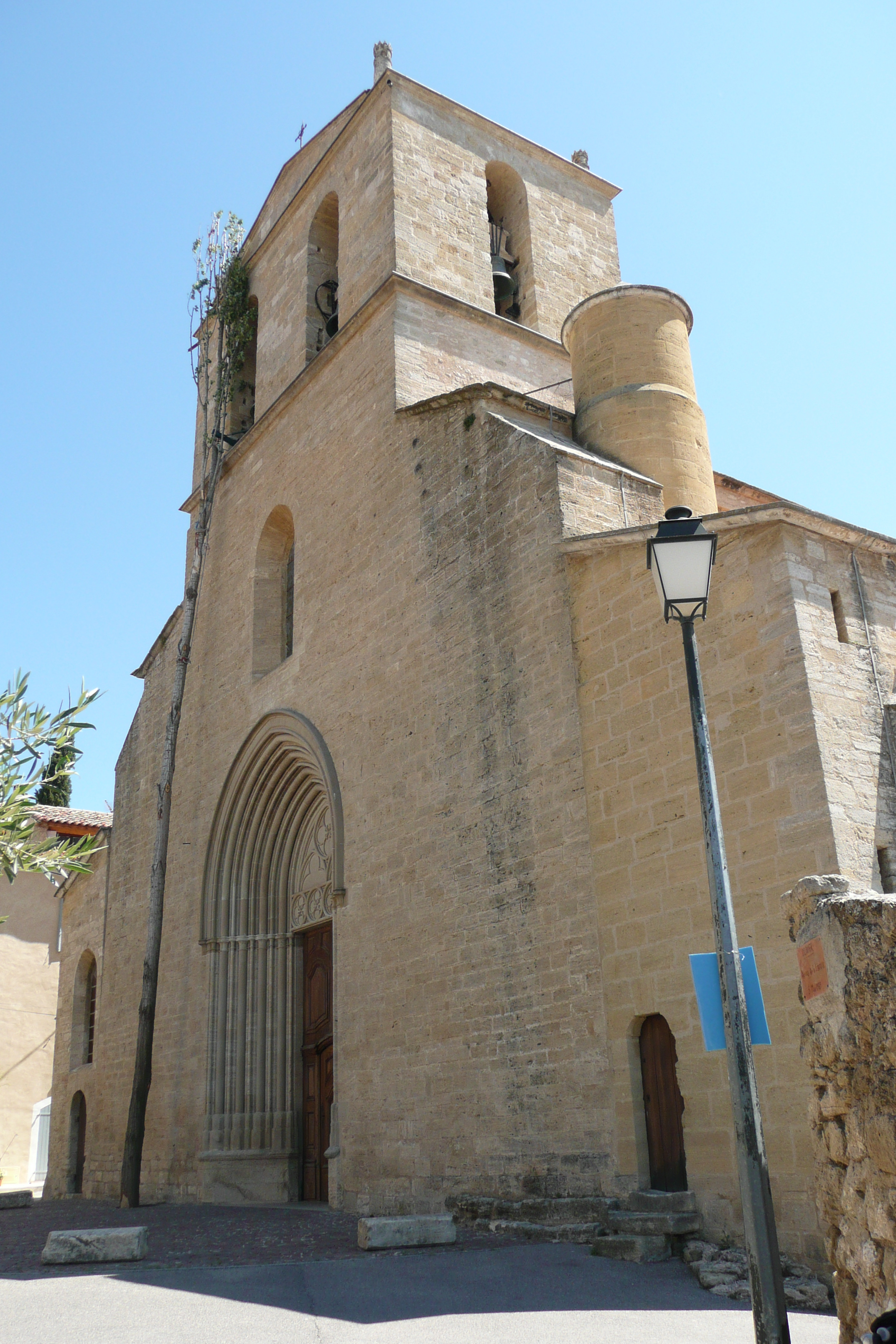
Notre-Dame-de-Beaulieu mit Maibaum zum Pestgelöbnis

Die katholische Kirche Notre-Dame-de-Beaulieu in Cucuron, einer Stadt im französischen Département Vaucluse in der Region Provence-Alpes-Côte d’Azur, wurde im 13. Jahrhundert errichtet. Die Kirche ist seit 1961 ein geschütztes Baudenkmal (Monument historique).

## Baugeschichte
Notre-Dame-de-Beaulieu wurde im 13. Jahrhundert als Ersatz für die heute verschwundene Kirche Saint-Michel erbaut. Ein Jahrhundert später erfolgte ein Umbau: das mit Steinplatten abgedeckte Langhaus wurde um ein mit zwei Kapellen flankiertes Joch nach Osten verlängert. Der fünfeckige Chor und das wiederhergestellte Westportal stammen ebenfalls aus dieser Zeit. Im 16. Jahrhundert kam es zur Errichtung des Glockenturmes. Die zwischen den Strebepfeilern der ersten drei Joche eingelassenen Seitenkapellen wurden von einheimischen Bruderschaften im gotischen Stil des 17. Jahrhunderts angelegt.

## Kapelle Saint-Tulle
Die im ersten Joch auf der westlichen Seite des Langhauses errichtete Kapelle Sainte-Tulle ist der Tochter des Heiligen Eucherius gewidmet, der im 6. Jahrhundert in der Nähe von Mirabeau in den Felsen hoch über der Durance eine Einsiedelei gründete. Tullia selbst lebte abgeschieden in einer Höhle nahe dem Dorf Tetea, das seither den Namen Sainte-Tulle trägt. Das mittlere Altarbild und der Altar stammen aus dem 18. Jahrhundert. In der Mitte des Altars schieben zwei Engel den Faltenwurf eines Baldachins beiseite, unter dem eine Statue der Heiligen thront.

## Ausstattung
Das Hochaltarretabel ist aus Marmor gefertigt und wurde von der Herzogin von Modena für die Heimsuchungs-Kapelle von Aix-en-Provence in Auftrag gegeben und dort 1661 aufgestellt. Die Pfarrkirche von Cucuron erwarb es Ende des 18. Jahrhunderts. Die Gemälde, ebenfalls im 18. Jahrhundert entstanden, zeigen als Thema Die Beschneidung, Die Unbefleckte Empfängnis und Die Lehre der Heiligen Martha. Sie ersetzten während des Umzugs der Altartafel Bilder von Reynaud Levieux.
In einer anderen Kapelle befindet sich ein mit Engelsköpfen verziertes Taufbecken, das ins architektonische Ensemble vom Anfang des 18. Jahrhunderts integriert wurde. Dieselbe Kapelle enthält einen schönen, im 16. Jahrhundert entstandenen Ecce homo aus farbigem Holz.

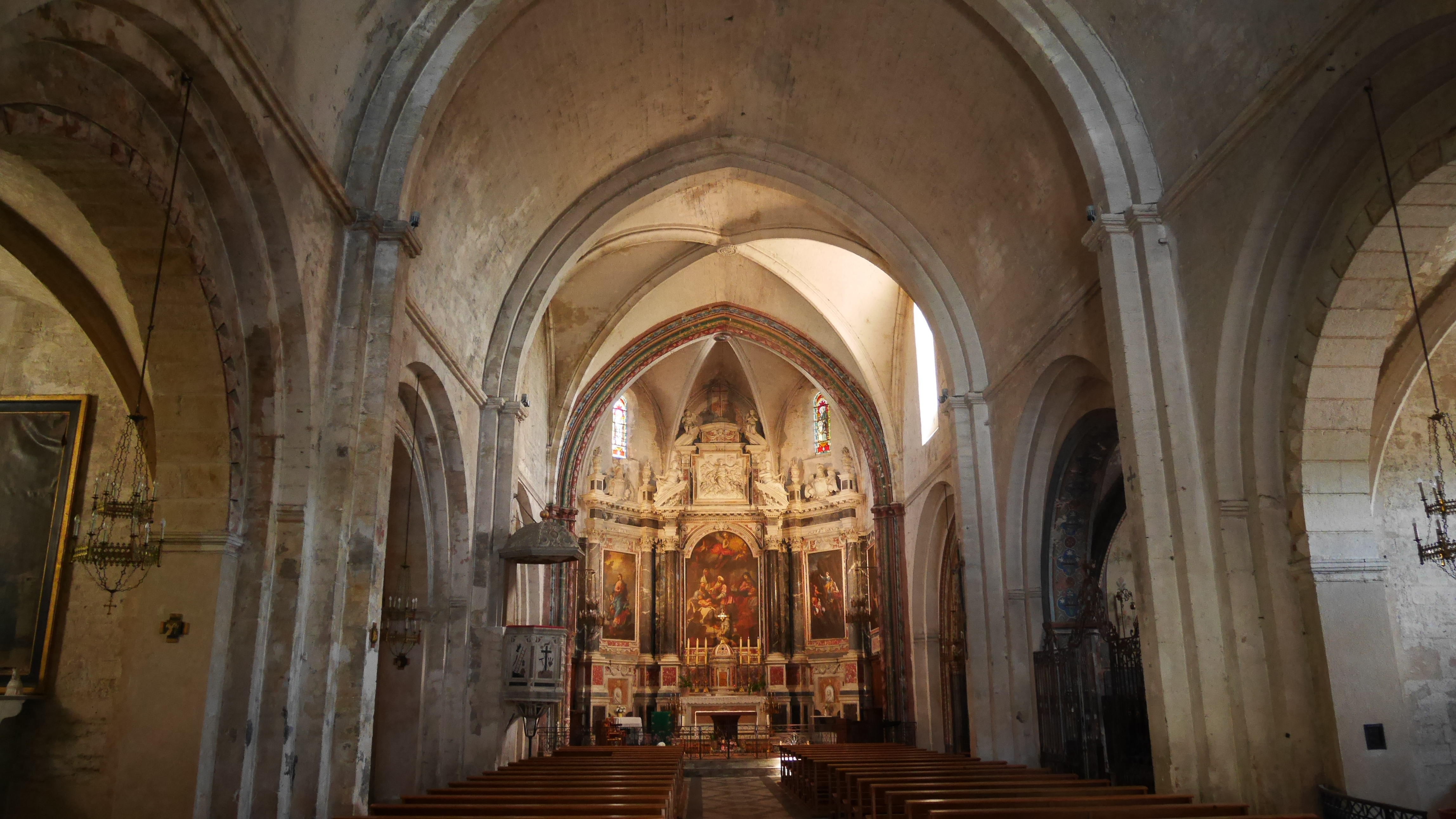
Schiff und Chor, Triumphbogen polychrom

## Tradition
Jeden Samstag nach dem 21. Mai findet eine Prozession statt. Männer tragen die höchste Pappel der Gegend auf dem Rücken zur Kirche, wobei ein Kommunionkind auf der Spitze sitzt. Vor den Stufen der Kirche wird der Baum gesegnet und aufgestellt. Am Abend wird mit traditionellen provenzalischen Tänzen und einem Unterhaltungsprogramm gefeiert. Die Ursprünge sind sowohl vorchristlich als auch vom Gelöbnis der Bevölkerung während der großen Pest von 1720 angesiedelt. Nachdem bereits ein Drittel der Bevölkerung an der Pest gestorben war, gelobten die Einwohner, dem Schutzpatron des Dorfes St. Tulle jedes Jahr eine Pappel (auf provenzalisch: pibola / piboulo) so hoch wie die Kirche zu weihen. Frauen waren lange Zeit von den Feierlichkeiten ausgeschlossen – erst seit 1979 wird gemeinsam gefeiert.

## Orgel

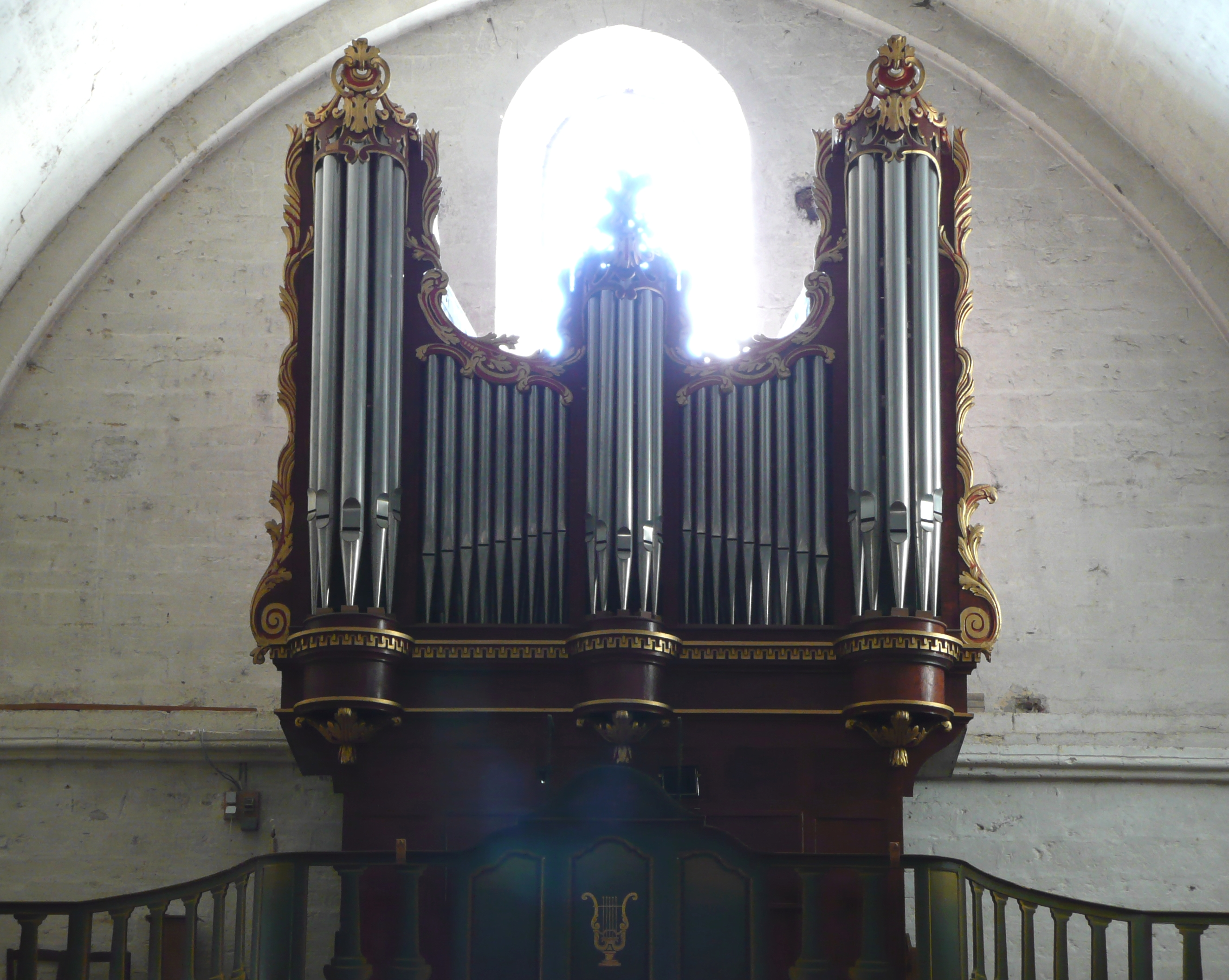
Orgel

Die Orgel wurde im 17. Jahrhundert in Auftrag an Pierre Marchand gegeben, der einer von drei in der Provence tätigen Orgelbauer zu dieser Zeit war. Sie hat seitdem zwei große Restaurierungen durchgemacht, die letzte davon zwischen 1975 und 1982. Alle Orgelteile sind dabei Stück für Stück gereinigt und repariert worden. Seit 1994 ist die Orgel wieder im Einsatz und war auf dem Internationalen Klavierfestival von La Roque d’Anthéron zu hören.
Das Instrument hat Register auf einem Manual und Pedal.
| Manualwerk C–cis3 |           |       |
| 1.                | Montre    | 8′    |
| 2.                | Flûte     | 8′    |
| 3.                | Prestant  | 4′    |
| 4.                | Flûte     | 4′    |
| 5.                | Nazard    | 2 ⁄3′ |
| 6.                | Doublette | 2′    |

| (Fortsetzung) |                  |        |
| 7.            | Tierce           | 1 3⁄5′ |
| 8.            | Larigot          | 1 ⁄3′  |
| 9.            | Cornet V         |        |
| 10.           | Fourniture III   |        |
| 11.           | Trompette (B, D) | 8′     |
| 12.           | Clairon          | 4′     |

| Pédale C–cis0 |       |    |
| 13.           | Flûte | 8′ |